# Referéndum constitucional de Palaos de julio de 1979
Un referéndum sobre la nueva constitución palauana se llevó a cabo en Palaos el 9 de julio de 1979, con el objetivo de establecer formalmente una república con gobierno semiindependiente de los Estados Unidos. Se llevó a cabo luego de que, en otro referéndum el año anterior, Palaos y las Islas Marshall rechazaran formar parte de los Estados Federados de Micronesia.
La nueva constitución convertiría al territorio en una democracia representativa con su propio Presidente como jefe de Estado y gobierno. También establecería un estado federal con dieciséis estados. La constitución fue aprobada por el 90.30% de los votantes (92% de los votos válidos) de una participación del 64.3%, y entró en vigor el 1 de enero de 1981.

## Resultados
| Elección                           | Votos | %     |
| ---------------------------------- | ----- | ----- |
| Sí                                 | 4.062 | 90.30 |
| No                                 | 353   | 7.86  |
| Votos en blanco/anulados           | 83    | 1.84  |
| Total                              | 4.498 | 100   |
| Votantes registrados/participación | 6.995 | 64.30 |
| Source:                            |       |       |